# لياندرو توماس بيريز
لياندرو توماس بيريز (29 يوليو 1979 في البرازيل – )؛ هو لاعب كرة قدم سابق كان يلعب كلاعب وسط.

## وصلات خارجية
- لياندرو توماس بيريز على موقع رابطة كرة القدم اليابانية للمحترفين (اليابانية)
- لياندرو توماس بيريز على موقع قاعدة بيانات كرة القدم.إي يو (الإنجليزية)
- لياندرو توماس بيريز على موقع Soccerway.com (الإنجليزية)
- لياندرو توماس بيريز على موقع عالم كرة القدم.نت (الإنجليزية)